# Ogljikovo jeklo
Ogljikova jekla vsebujejo do 2,14 % C ter določeno količino različnih spremljevalcev: Si, Mn, P in S, ki ne smejo prekoračiti določene vsebnosti, sicer bistveno spremenijo lastnosti jekla. Zgornja dopustna meja za posamezne elemente znaša: do 0,5 % Si, do 0,8 % Mn, do 0,08 % P in do 0,04 % S. 
Fosfor in žveplo sta škodljivi primesi. Fosfor tvori z železom spojino fosfid Fe3P, delno pa se raztaplja v trdni raztopini. Fosfor poveča trdnost ter krhkost pri navadnih in znižanih temperaturah, vendar zmanjša udarno žilavost in plastičnost. Žveplo tvori z železom sulfid FeS, ki je netopen v feritu. Pri ohlajanju nastane evtektik (Fe + FeS) z nizkim tališčem (985 °C). Pri segrevanju jekla za toplo predelavo se sulfidni evtektik na kristalnih mejah stali, zato se pojavi lomljivost v rdečem, pri čemer se jeklo lomi in drobi. Razen tega žveplo zmanjša tudi trdnost, napetost tečenja in korozijsko obstojnost.
Mangan paralizira škodljiv vpliv žvepla, saj ga veže v MnS, ki ima visoko tališče (1620 °C) in se razporedi v obliki vključkov v kristalnih zrnih ferita. Zato ni lomljivosti v rdečem. Jekla z večjo količino MnS imajo boljšo obdelovalnost (avtomatna jekla), ker se odrezki lomijo na vključkih MnS. 
Silicij poveča trdnost in trdoto, vendar nekoliko manj kot mangan. Prav tako zmanjša žilavost in plastičnost ter poboljša korozijsko obstojnost. 
Kisik ostane v jeklu zaradi nezadostne dezoksidacije in je zelo škodljiv. Že pri 0,1 % kisika so kristalne meje jekla oksidirane, kar povzroča močno lomljivost v rdečem. Razen tega je jeklo, ki vsebuje kisik, zelo krhko in ga z rezanjem težko obdelujemo.
Dušik tvori trde in krhke nitride in je v jeklu škodljiva primes že v koncentraciji 0,01 %.
Trdnost in trdota ogljikovih jekel sta odvisni od vsebnosti ogljika. Pri konstrukcijskih jeklih je odločilna natezna trdnost, ki znaša 350-700 MPa, pri orodnih jeklih pa trdota jekla v kaljenem stanju, ki je lahko med 30-70 HRc. Obe sta sorazmerni koncentraciji ogljika v jeklu.